# Scottie Scheffler
Scott Alexander Scheffler (* 21. června 1996 Ridgewood, New Jersey) je profesionální americký golfista hrající na turnajích PGA Tour. Je aktuální (září 2024) světovou jedničkou. V letech 2022 a 2024 ovládl Masters a je úřadujícím dvojnásobným vítězem The Players Champinship. Velmi úspěšný rok 2024 ještě potvrdil díky skvělému závěrečnému kolu ziskem zlaté medaile na letních olympijských hrách v Paříži.

## Profesionální vítězství (19)

### Turnaje PGA Tour (15)
| Legenda                        |
| Major turnaje (3)              |
| The Players Championship (2)   |
| World Golf Championship (1)    |
| Turnaje playoff FedEx Cupu (1) |
| Ostatní turnaje PGA Tour (8)   |

| No. | Rok  | Turnaj                           | Skóre           | Skóre k paru | Náskok  | Další v pořadí                                 |
| --- | ---- | -------------------------------- | --------------- | ------------ | ------- | ---------------------------------------------- |
| 1   | 2022 | WM Phoenix Open                  | 68-71-62-67=268 | −16          | Playoff | Patrick Cantlay                                |
| 2   | 2022 | Arnold Palmer Invitational       | 70-73-68-72=283 | −5           | 1 rána  | Tyrrell Hatton, Billy Horschel, Viktor Hovland |
| 3   | 2022 | WGC-Dell Technologies Match Play | 4&3             | 4&3          | 4&3     | Kevin Kisner                                   |
| 4   | 2022 | Masters Tournament               | 69-67-71-71=278 | −10          | 3 rány  | Rory McIlroy                                   |
| 5   | 2023 | WM Phoenix Open (2)              | 68-64-68-65=265 | −19          | 2 rány  | Nick Taylor                                    |
| 6   | 2023 | The Players Championship         | 68-69-65-69=271 | −17          | 5 ran   | Tyrrell Hatton                                 |
| 7   | 2024 | Arnold Palmer Invitational (2)   | 70-67-70-66=273 | −15          | 5 ran   | Wyndham Clark                                  |
| 8   | 2024 | The Players Championship (2)     | 67-69-68-64=268 | −20          | 1 rána  | Wyndham Clark, Brian Harman, Xander Schauffele |
| 9   | 2024 | Masters Tournament (2)           | 66-72-71-68=277 | −11          | 4 rány  | Ludvig Åberg                                   |
| 10  | 2024 | RBC Heritage                     | 69-63-65-68=265 | −19          | 3 rány  | Sahith Theegala                                |
| 11  | 2024 | Memorial Tournament              | 67-68-71-74=280 | −8           | 1 rána  | Collin Morikawa                                |
| 12  | 2024 | Travelers Championship           | 65-64-64-65=258 | −22          | Playoff | Tom Kim                                        |
| 13  | 2024 | Tour Championship                | 65-66-66-67=264 | −301         | 4 rány  | Collin Morikawa                                |
| 14  | 2025 | CJ Cup                           | 61-63-66-63=253 | –312         | 8 rány  | Erik van Rooyen                                |
| 15  | 2025 | PGA Championship                 | 69-68-65-71=273 | –11          | 5 rány  | Bryson DeChambeau Harris English Davis Riley   |

1Začal turnaj na skóre −10 (Skóre posunuto pro playoff FedEx Cupu, zahrané skóre −20)
2Děli se o nejnižší celkové skóre v historii PGA Tour (Američan Justin Thomas v roce 2017 a Švéd Ludvig Åberg v roce 2023)
Statistiky v playoff na PGA Tour  (2–1)
| No. | Rok  | Turnaj                   | Soupeř          | Výsledek                                  |
| --- | ---- | ------------------------ | --------------- | ----------------------------------------- |
| 1   | 2022 | WM Phoenix Open          | Patrick Cantlay | Vyhrál díky birdie na třetí extra-jamce   |
| 2   | 2022 | Charles Schwab Challenge | Sam Burns       | Prohrál proti birdie na první extra-jamce |
| 3   | 2024 | Travelers Championship   | Tom Kim         | Vyhrál díky paru na první extra-jamce     |

### Turnaje Korn Ferry Tour (2)
| Legenda                             |
| Finálové turnaje (1)                |
| Ostatní turnaje Korn Ferry Tour (1) |

| No. | Rok  | Turnaj                                      | Skóre           | Skóre k paru | Náskok  | Další v pořadí                         |
| --- | ---- | ------------------------------------------- | --------------- | ------------ | ------- | -------------------------------------- |
| 1   | 2019 | Evans Scholars Invitational                 | 68-70-70-63=271 | −17          | Playoff | Marcelo Rozo                           |
| 2   | 2019 | Nationwide Children's Hospital Championship | 70-68-67-67=272 | −12          | 2 rány  | Beau Hossler, Ben Taylor, Brendon Todd |

Statistiky v playoff na Korn Ferry Tour (1–1)
| No. | Rok  | Turnaj                      | Soupeř        | Výsledek                                  |
| --- | ---- | --------------------------- | ------------- | ----------------------------------------- |
| 1   | 2019 | Nashville Golf Open         | Robby Shelton | Prohrál proti birdie na první extra-jamce |
| 2   | 2019 | Evans Scholars Invitational | Marcelo Rozo  | Vyhrál díky birdie na druhé extra-jamce   |

### Ostatní turnaje (2)
| No. | Rok  | Turnaj               | Skóre           | Skóre k paru | Náskok | Další v pořadí  |
| --- | ---- | -------------------- | --------------- | ------------ | ------ | --------------- |
| 1   | 2023 | Hero World Challenge | 69-66-65-68=268 | −20          | 3 rány | Sepp Straka     |
| 2   | 2024 | Olympijské hry       | 67-69-67-62=265 | −19          | 1 rána | Tommy Fleetwood |